# Браян Олдфілд
Браян Олдфілд (англ. Brian Oldfield; 1 червня 1945, Елгін, Іллінойс — 26 березня 2017) — американський легкоатлет, олімпієць. Основні легкоатлетичні види — штовхання ядра. Автор нового методу у штовханні ядра шляхом його обертання та багатьох світових рекордів.

## Навчання
Браян Олдфілд закінчив Середній університет штату Теннессі. Вже, навчаючись, мав спортивні досягнення. Він тричі виграв чемпіонат Огайо Valley Conference. З 2000 року його ім'я занесене до Зали Слави Університету.

## Участь в Олімпійських іграх
У 1972 році Олдфілд потрапив до олімпійської збірної США. На Олімпійських іграх у Мюнхені він зайняв 6-е місце. Тут він встановив свій перший світовий рекорд, з кидком 21,60 м (70'10½ ").
У 1975 році його кидок 22,86 м (75 ') став неофіційним світовим рекордом, який не був визнаний, бо Олдфілд вважався професіональним спортсменом.
10 травня 1975 року Олдфілд першим в історії штовхнув ядро далі 21 метра (його рекорд був побитий лише через 12 років).

## Акторська кар'єра
1989 року Олдфілд також знявся в художньому фільмі Savage Instinct, пізніше перейменований на «Вони називають мене жінка-мачо!» (They Call Me Macho Woman!). Однак фільм був украй невдалим і його прокат провалився.

## Інвалідність
Через спортивні травми в останні роки життя ледве пересувався за допомогою тростини та інвалідного візка.